# Хартманн, Анастасий
Анастасий Хартманн (нем. Anastasius Hartmann, 14 февраля 1803, Хицкирх — 24 апреля 1866, Патна) — католический прелат, викарий апостольского викариата Патны с 30 сентября 1845 года по 16 августа 1849 год, викарий апостольского викариата Бомбея с 16 августа 1849 года по 24 января 1560 год, член монашеского ордена капуцинов.

## Биография
В 1921 году Хартманн вступил в монашеский орден капуцинов. В 1826 году был рукоположён в священника.
16 марта 1846 года Римский папа Пий IX назначил Анастасия Хартманна титулярным епископом Дербе и ординарием апостольского викариата Патны (сегодня — Архиепархия Патны). 16 марта 1846 года состоялось рукоположение Анастасия Хартманна в епископа.
16 августа 1849 года был назначен ординарием апостольского викариата Бомбея (сегодня — Архиепархия Бомбея). Эту должность он исполнял до 25 июля 1858 года, когда был вновь назначен ординарием апостольского викариата Патны.